# Зеркало заднего вида

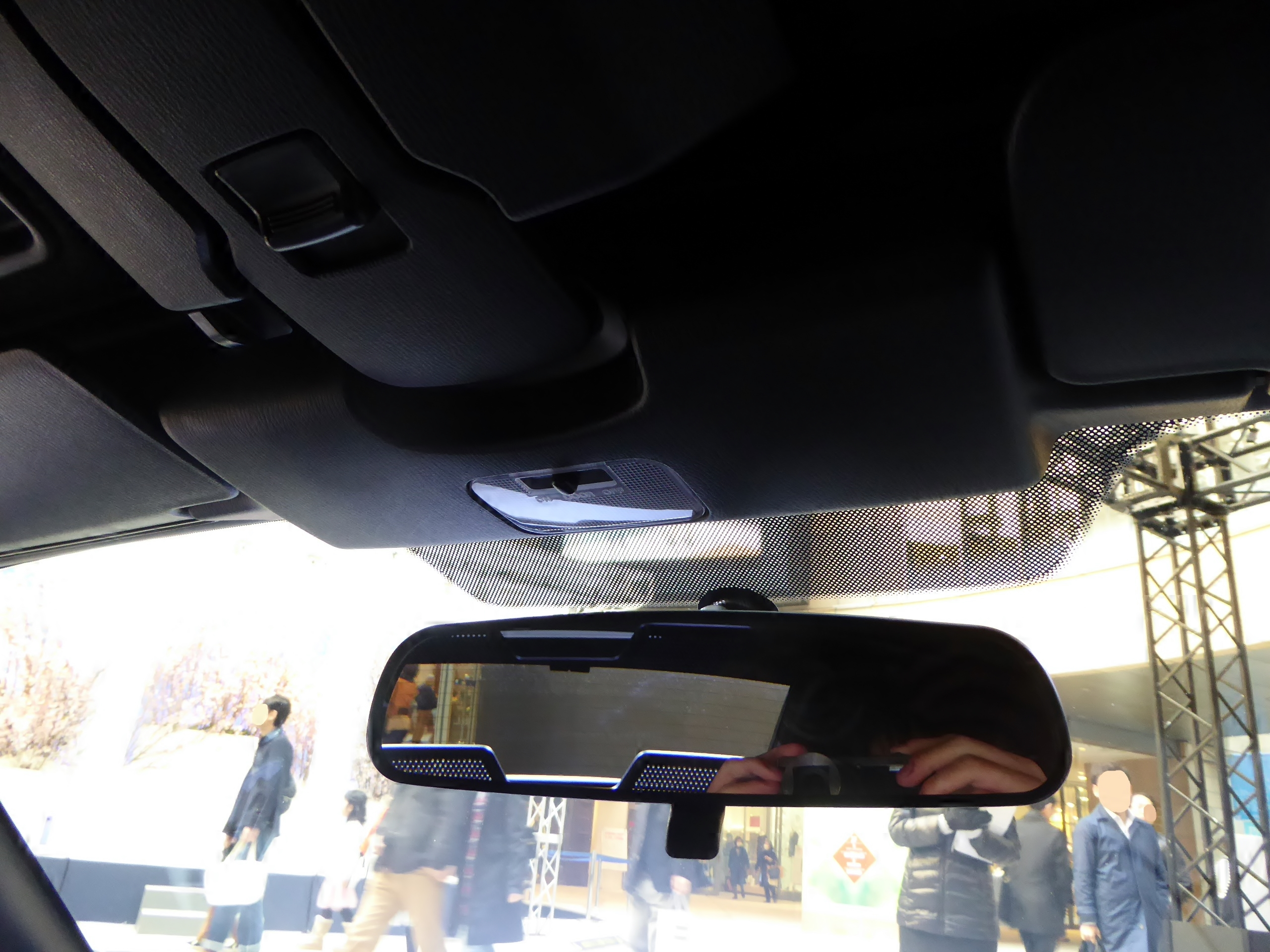
автомобильное зеркало заднего вида в салоне автомобиля

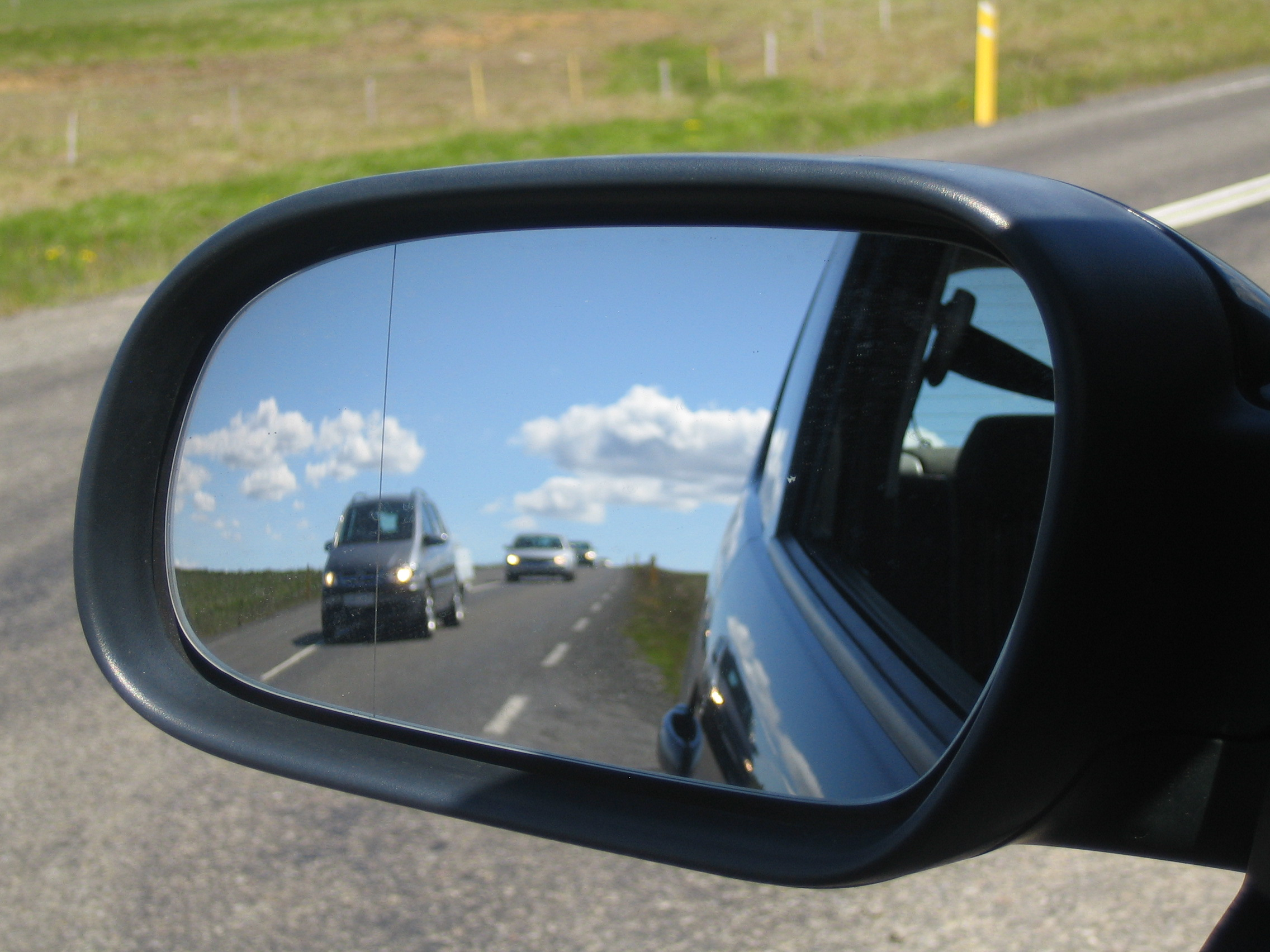
Наружное зеркало заднего вида.

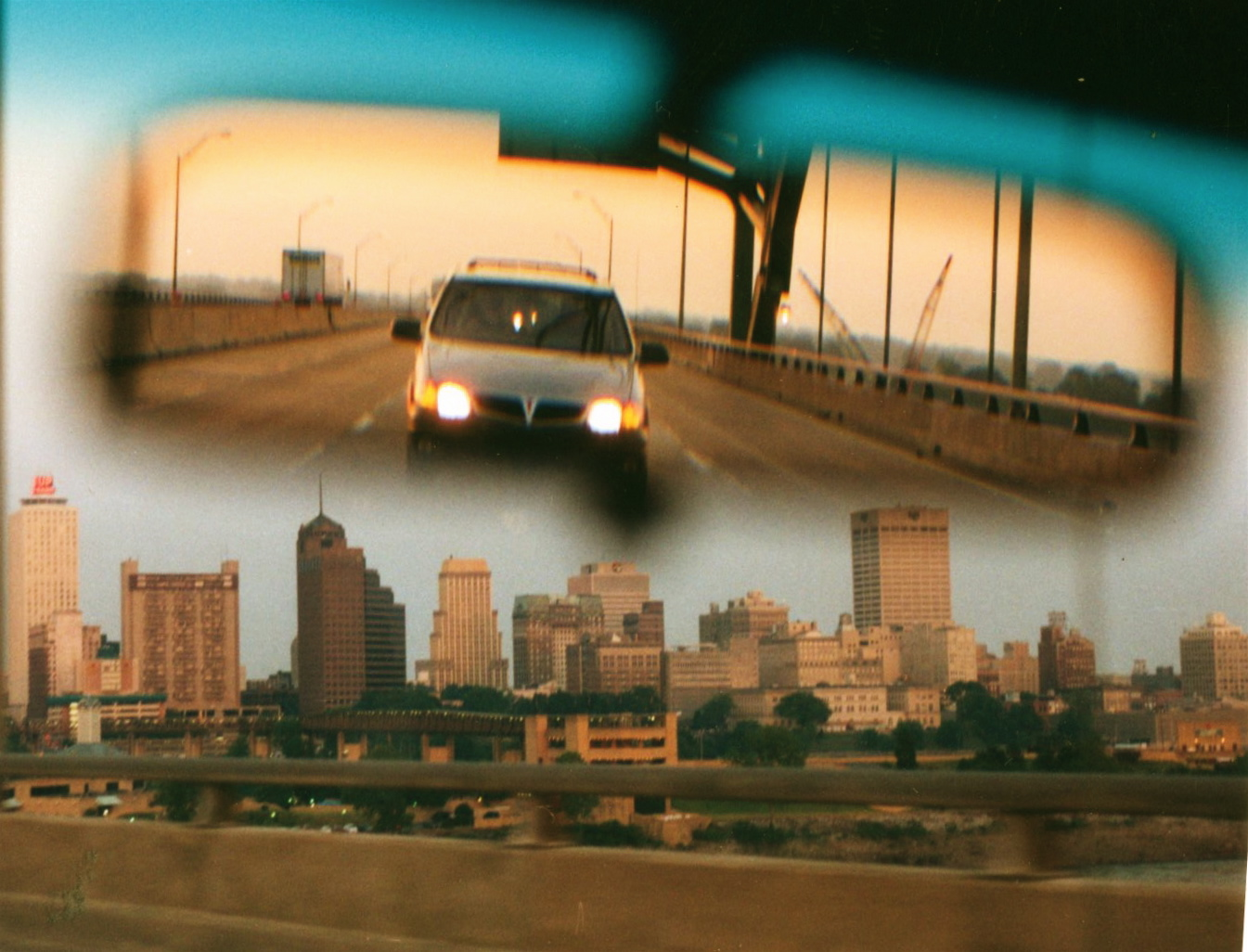
безрамочное зеркало заднего вида с автоматическим затемнением

Зе́ркало за́днего ви́да — зеркало, установленное на транспортном средстве и позволяющее водителю видеть происходящее сзади.
На автомобилях и мотоциклах наличие зеркал заднего вида является обязательным.

## Автомобили
На автомобилях устанавливают три зеркала заднего вида: одно в салоне над ветровым стеклом, и два снаружи на передних дверцах — слева и справа, также дополнительно владельцы могут установить панорамное зеркало для более широкого обзора, и дополнительные выпуклые зеркала для обзора «слепых зон», также таксисты могут устанавливать дополнительные зеркала для наблюдения за пассажирами, также есть дополнительные зеркала заднего вида для пассажиров на задние двери, чтобы безопасно открывать двери не поворачивая шею.

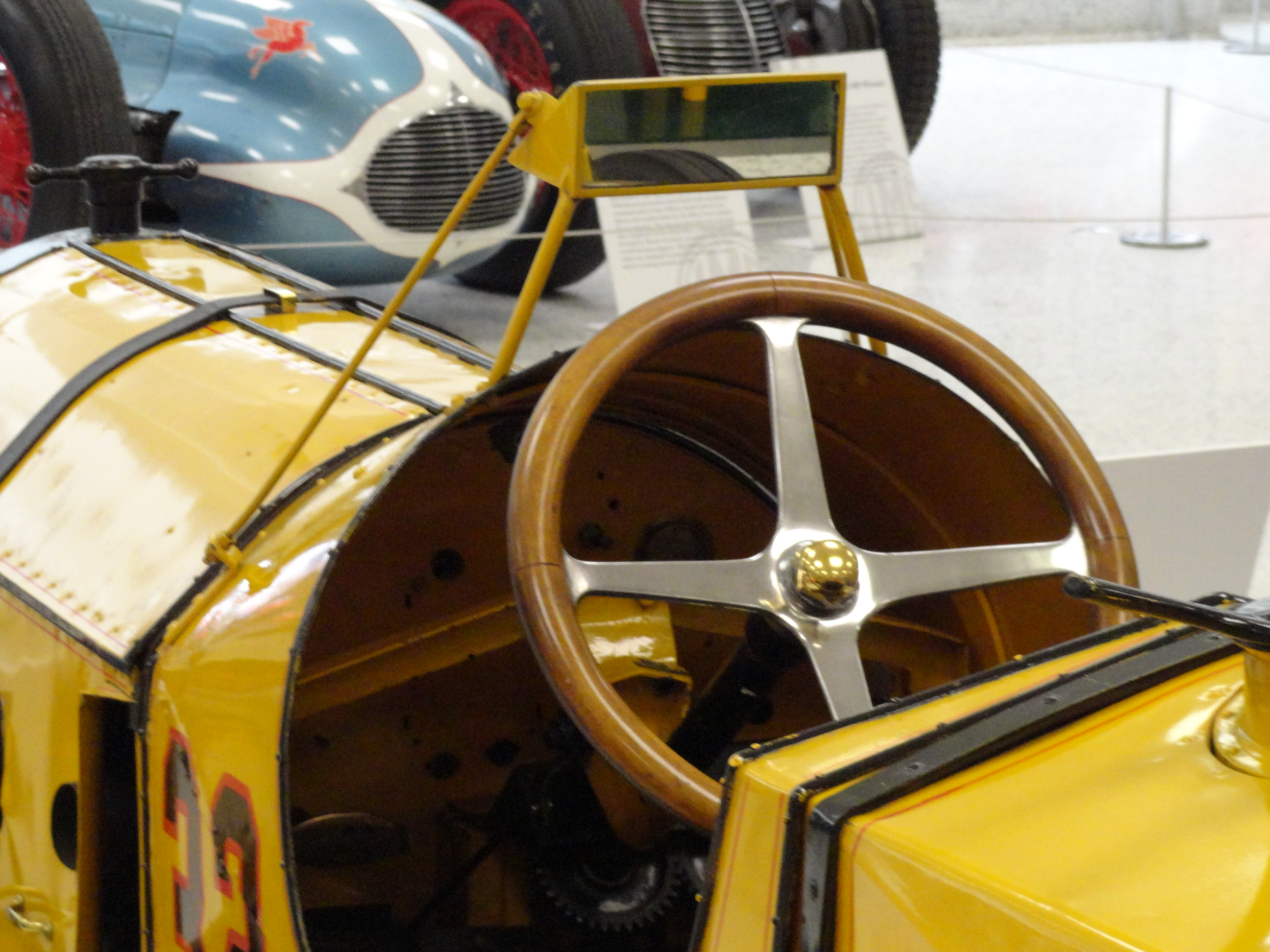
Marmon model 32 гоночный автомобиль 1911 года, первый автомобиль с зеркалом заднего вида

Первый известный случай использования установленного на автомобиле зеркала заднего вида относится к 1911 году, когда оно появилось на участвовавшем в гонках 500 миль Индианаполиса автомобиле Marmon Model 32 Wasp под управлением Рея Харруна и Сайруса Хатчке. Тем не менее, уже задолго до этого водители пользовались обычными карманными зеркальцами, удерживаемыми в руках, что упомянуто, например, в английской книге «Женщина и автомобиль» (The Woman and the Car) 1906 года.
Начиная с 1920-х на автомобили на заводах стали стали устанавливать зеркала заднего вида.

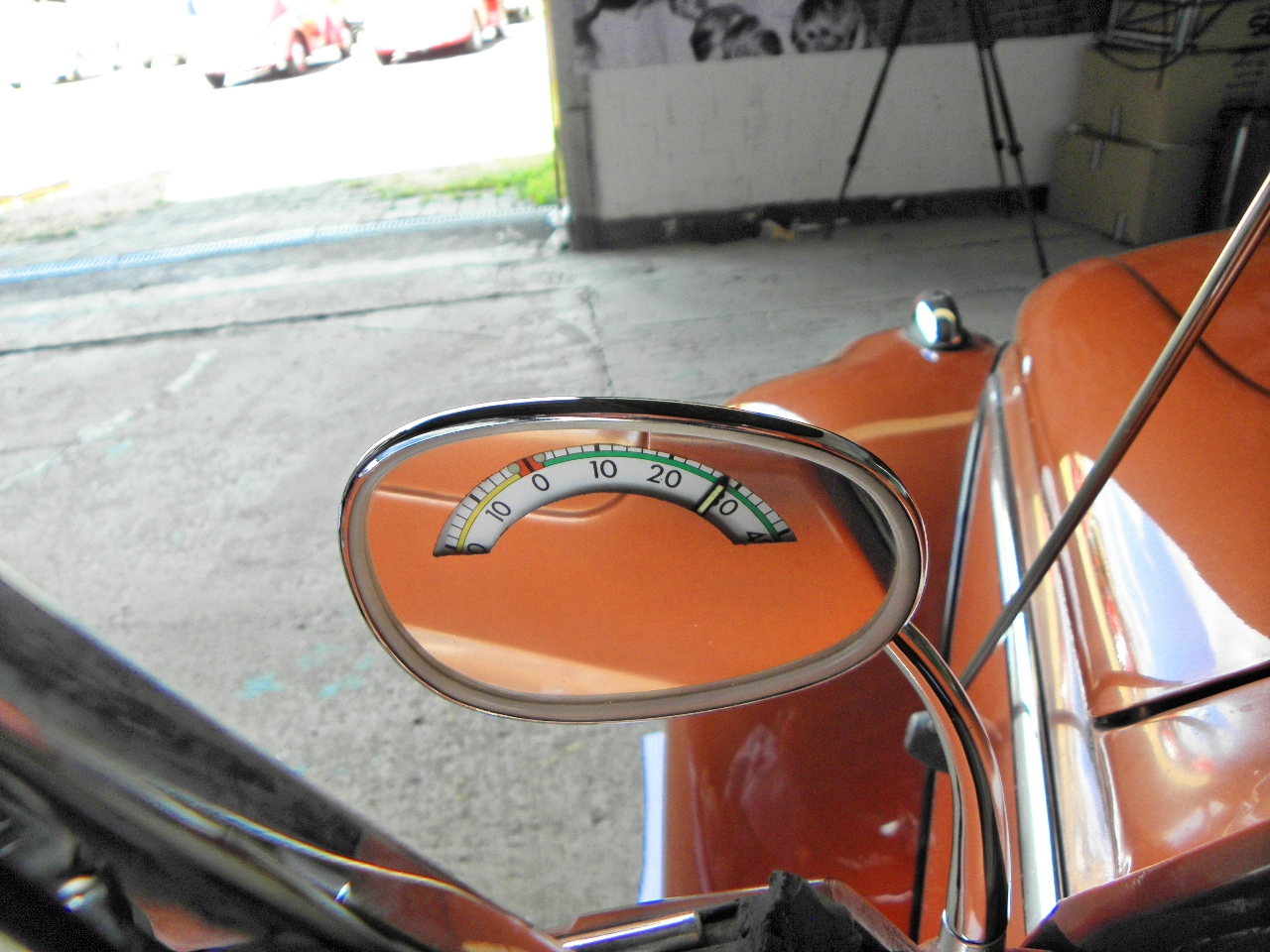
зеркало заднего вида с термометром на Фольксвагене Жук 1956 года выпуска

На старых автомобилях (выпуска до 1950-х — 1960-х гг., а в СССР, с характерной для страны низкой плотностью транспортного потока, — и до 1970-х годов) устанавливали только одно внутреннее зеркало; в 1950-х гг. появилось наружное зеркало со стороны водителя, а несколько позже и со стороны пассажира.

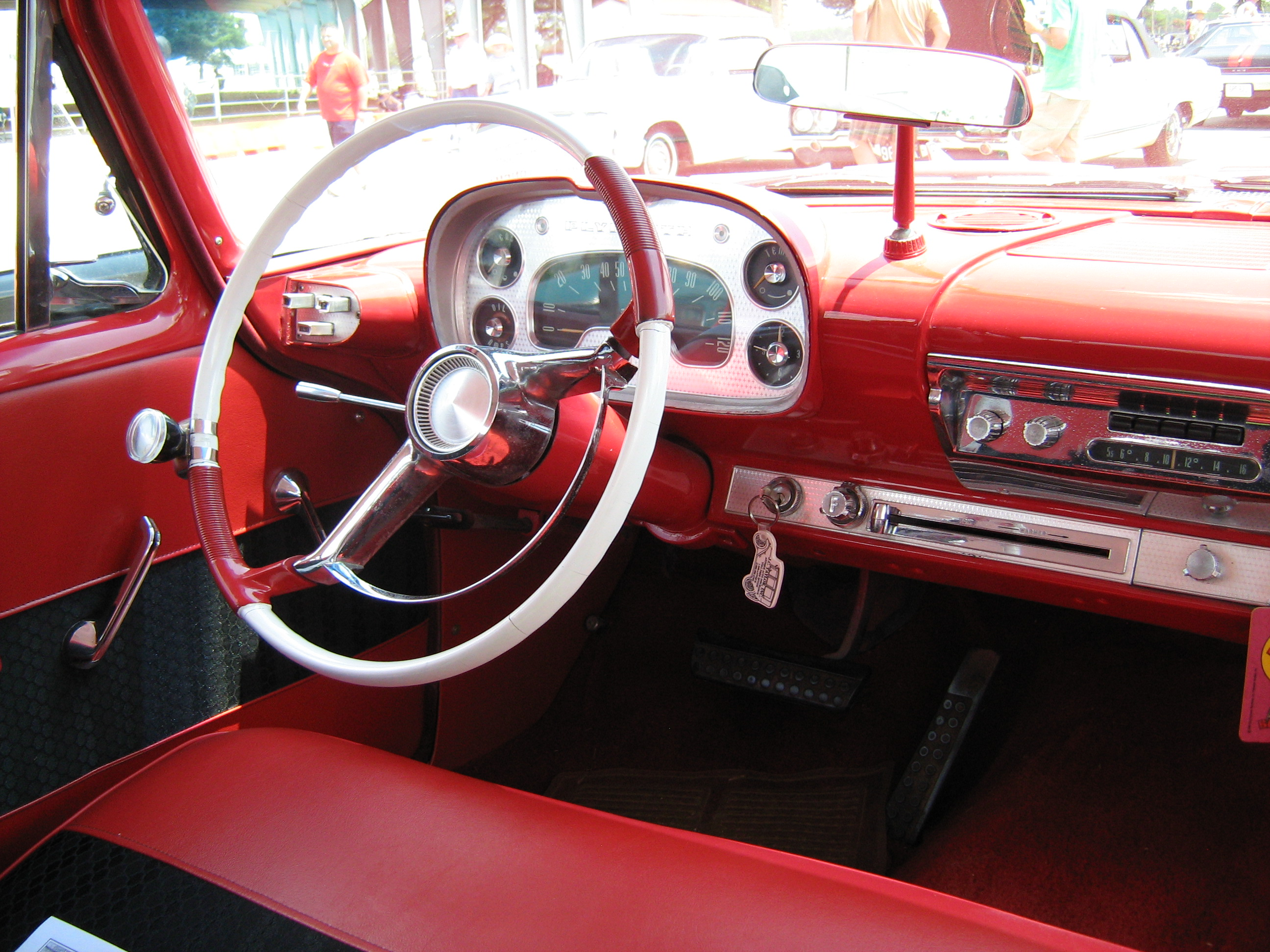
Салон «Плимута» 1958 года с зеркалом заднего вида на панели приборов.

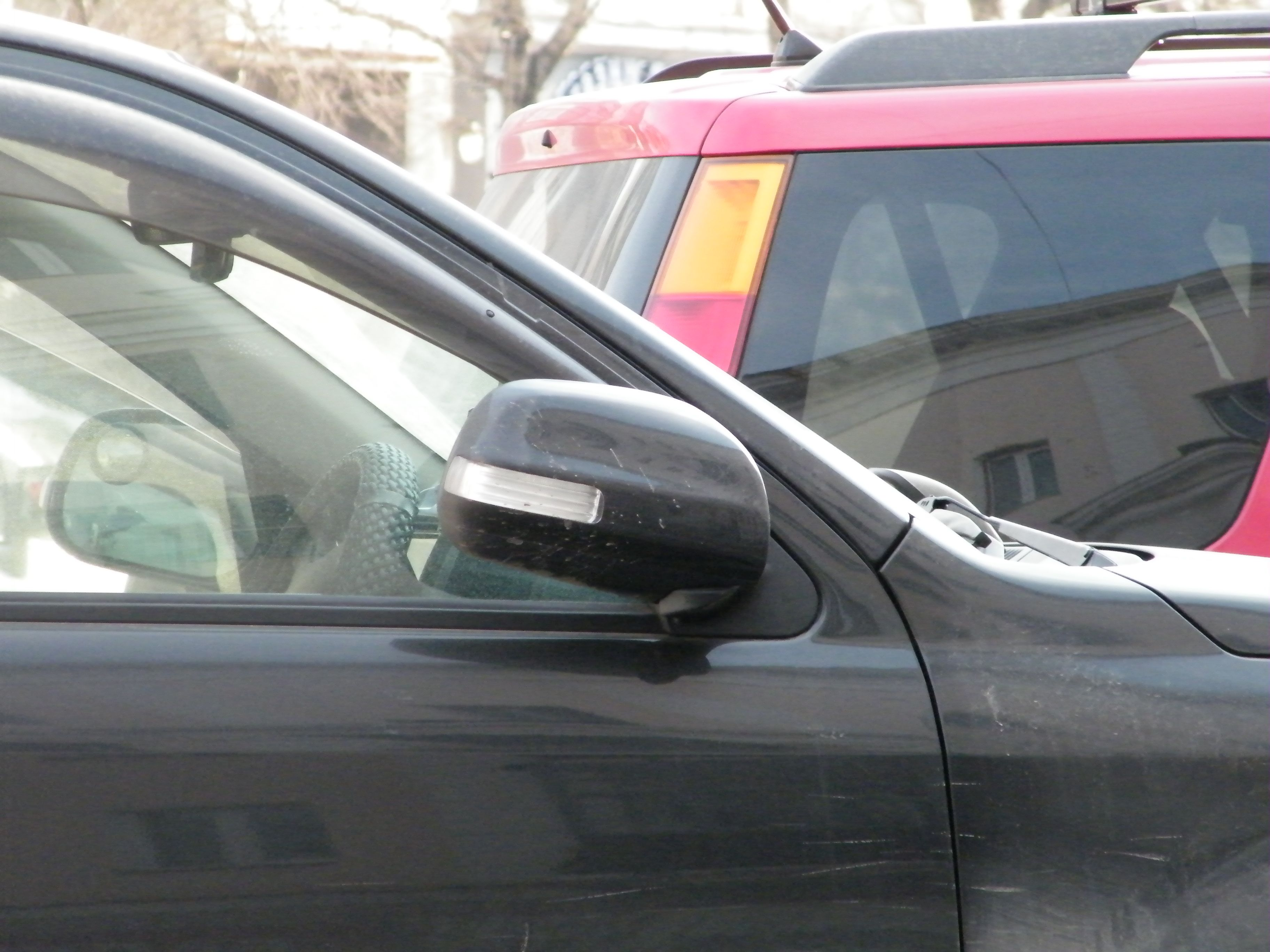
Сложенное зеркало заднего вида с указателем поворота.

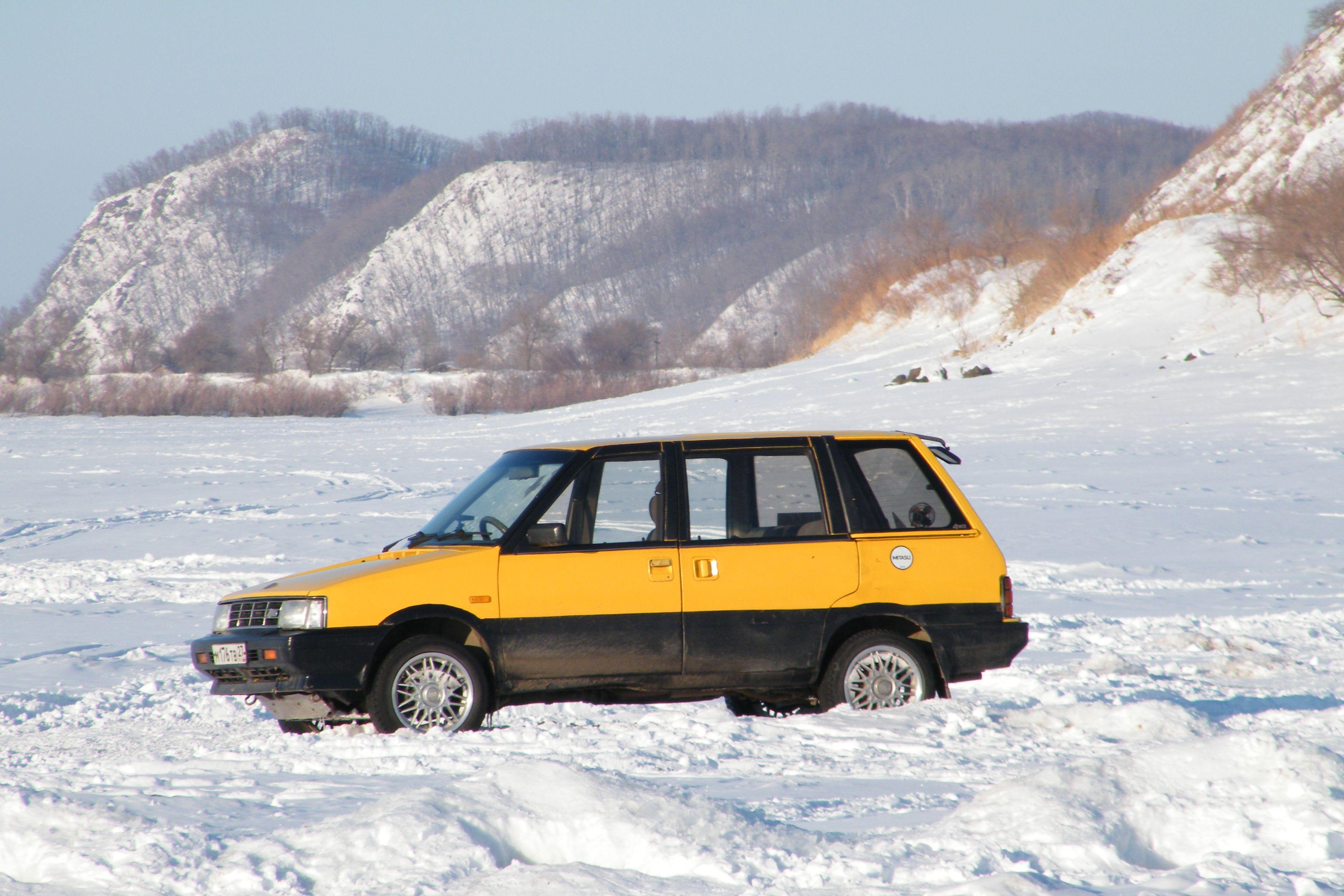
Nissan Prairie, на задней двери — зеркало, облегчающее движение задним ходом при парковке.

Штатное место салонного зеркала заднего вида — потолок машины над лобовым стеклом. Тем не менее, иногда, особенно на низких спортивных машинах, салонное зеркало заднего вида располагали снизу, на панели приборов. Такое расположение его было характерно, к примеру, для продукции «Крайслера» конца пятидесятых — начала шестидесятых годов. Недостатком такого расположения было то, что сидящие сзади пассажиры практически лишали водителя обзора назад. Салонные зеркала заднего вида имеют двойное отражающее покрытие, переключатель «день — ночь» позволяет избежать ослепления водителя ночью от света фар идущего сзади автомобиля.

Волга с зеркалами на передних крыльях

Также в своё время можно было встретить наружные зеркала, установленные не на дверцах, а на передних крыльях, вдалеке от салона. Эта мода возникла в США в середине 1950-х годов одновременно с пиком моды на панорамные лобовые стёкла, через которые были хорошо видны крылья автомобиля, что в теории улучшало обзорность — водитель мог наблюдать за боковыми зеркалами заднего вида непосредственно через лобовое стекло, не пересекая взглядом его стойки. Однако сложность регулировки расположенных на крыльях зеркал, при высокой стоимости в те времена дистанционного привода, а также достаточно специфическая внешность автомобилей с таким расположением зеркал, не позволили широко распространиться этому течению. Особую популярность оно завоевало в Японии, где автомобили с заводской установкой зеркал на крыльях выпускались вплоть до 2000-х годов. Использовалась эта система и в СССР, например самые ранние предсерийные «Волги» ГАЗ-24 имели два зеркала заднего вида, расположенные на передних крыльях примерно посередине. Впоследствии для седана оставили одно зеркало, более удобно расположенное на двери, а два боковых стали устанавливать исключительно на универсалы, причём основное располагалось всё же на двери, а дополнительное — на правом крыле. Так же был организован обзор назад и на лимузинах «Чайка» ГАЗ-14, а также фургонах на базе «Москвичей».
Сегодня фактическим стандартом де-факто для современных автомобилей являются два зеркала заднего вида, расположенные на дверях и имеющие регулировку изнутри салона при помощи тросиков или электропривода.
На автомобилях, использующихся для обучения езде, устанавливаются дополнительные зеркала заднего вида для инструктора.
Зеркала заднего вида, устанавливаемые на дверях, могут складываться при столкновении с препятствием или принудительно, вручную или от электропривода, в том числе при постановке машины на охранную сигнализацию.
Опцией являются встроенные в наружные зеркала повторители указателей поворота.
В последнее время на автомобилях в дополнение к зеркалам всё чаще устанавливают видеокамеры, передающие сигнал на экран на приборной панели, что позволяет значительно улучшить обзор (в частности позволяет избавиться от «мёртвых зон»).

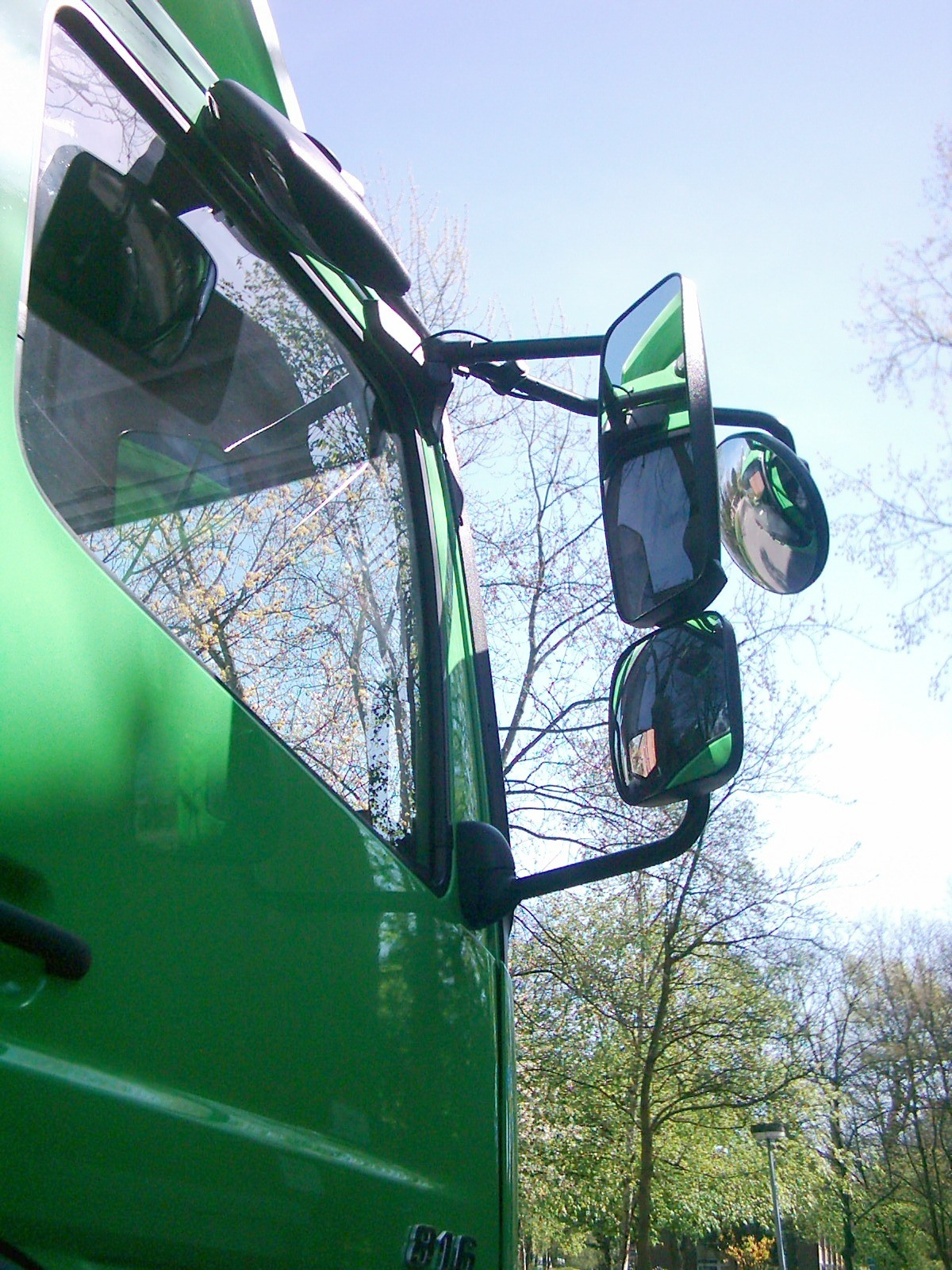
зеркала заднего вида на грузовике

Микроавтобусы, автомобили-универсалы, грузовые автомобили могут иметь зеркала, установленные над передним или задним бампером, помогающие при маневрировании.

## Мотоциклы, мопеды, велосипеды, пешеходы
На мотоциклах, мопедах, мотороллерах, велосипедах зеркала устанавливают на ручках руля — либо с обеих сторон, либо только со стороны, противоположной тротуару, для безопасности лучше установить зеркала с двух сторон.
Существуют также зеркала заднего вида для велосипедистов и мотоциклистов, которые прикрепляются к очкам, шлему, перчаткам.

## Галерея

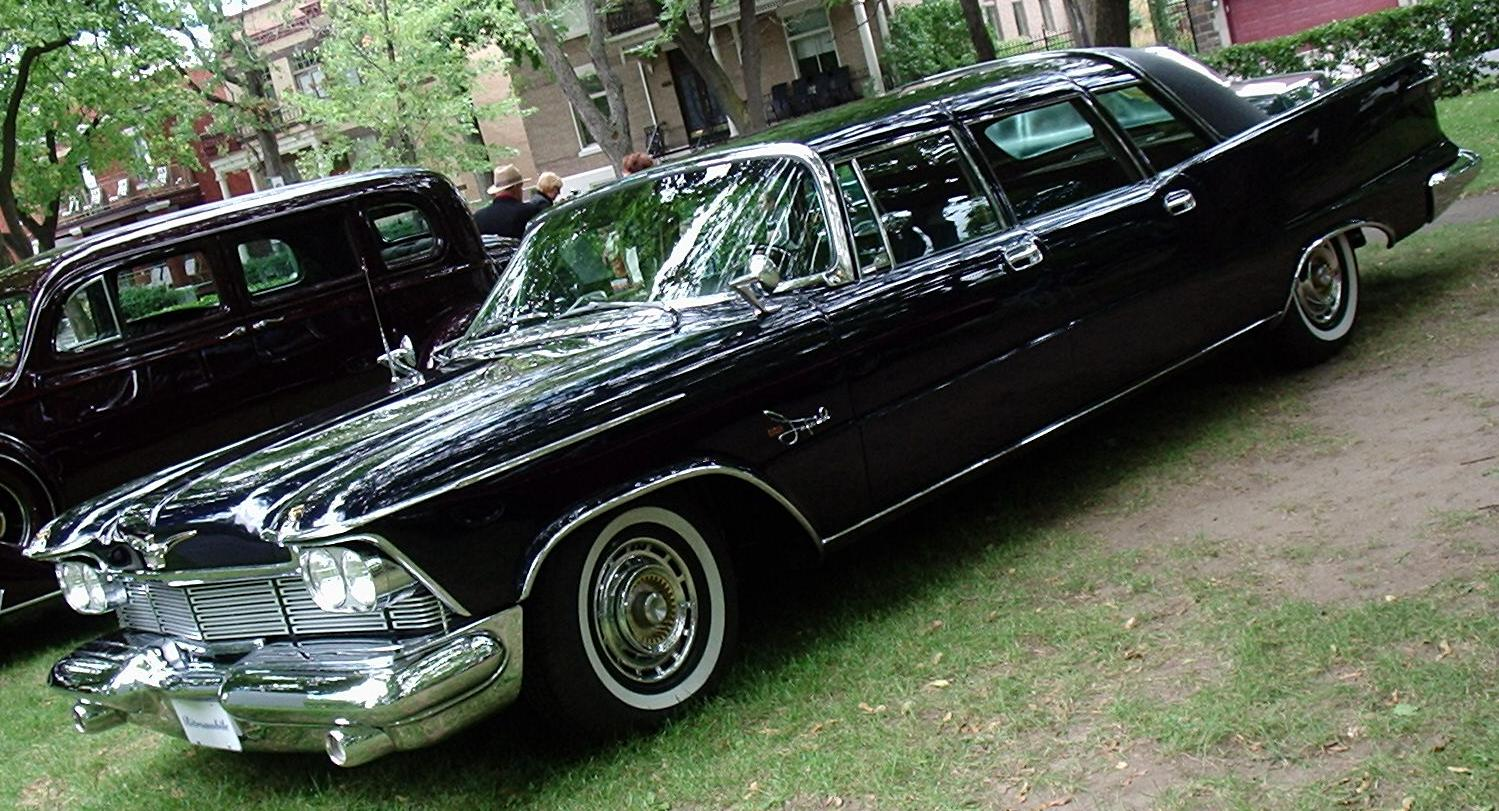
Лимузин «Империал» с двумя зеркалами заднего вида на крыльях (США, 1958 год)
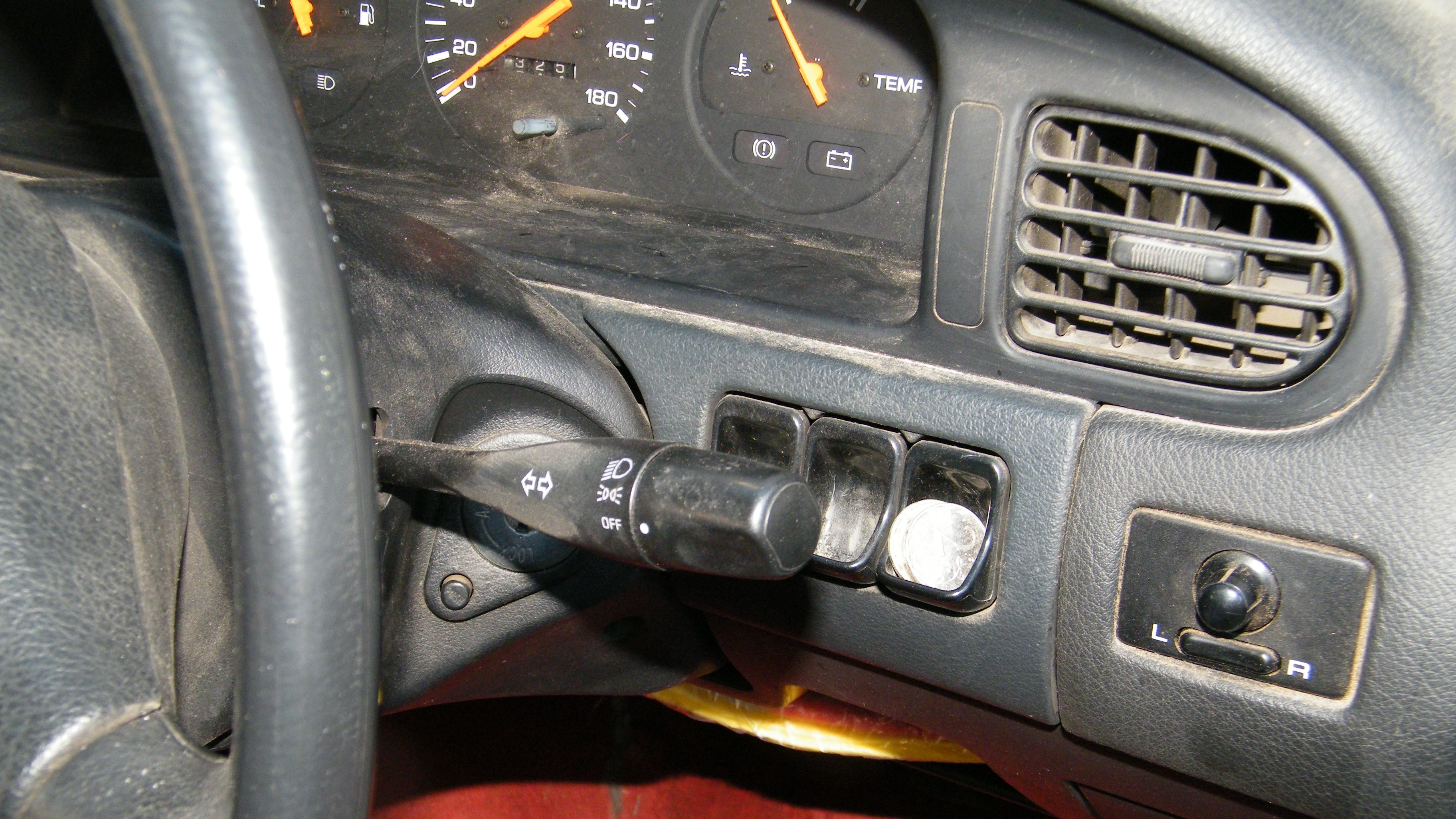
Справа — пульт регулировки наружных зеркал заднего вида (джойстик и переключатель L — R).
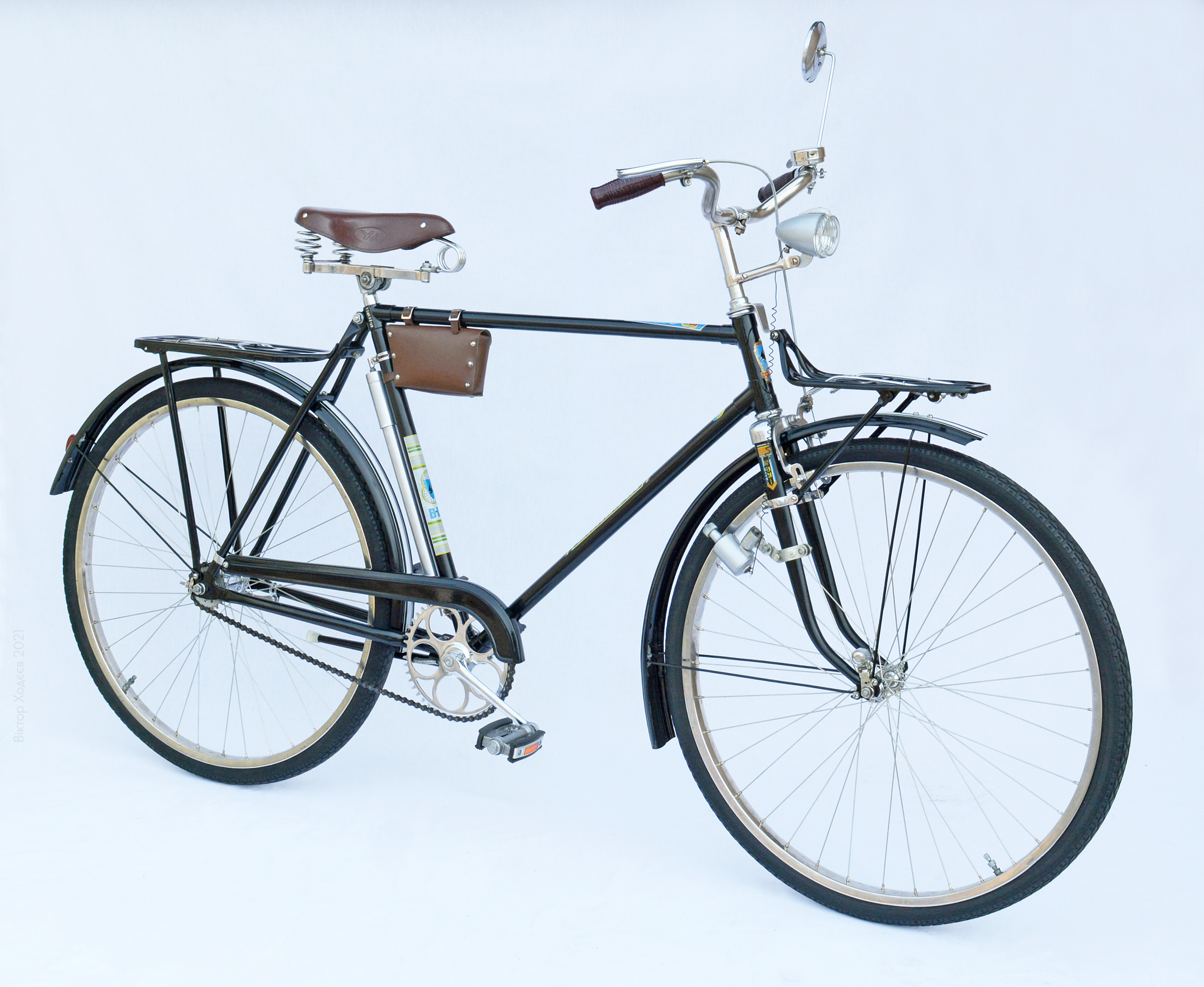
велосипед «Украина» с зеркалом заднего вида
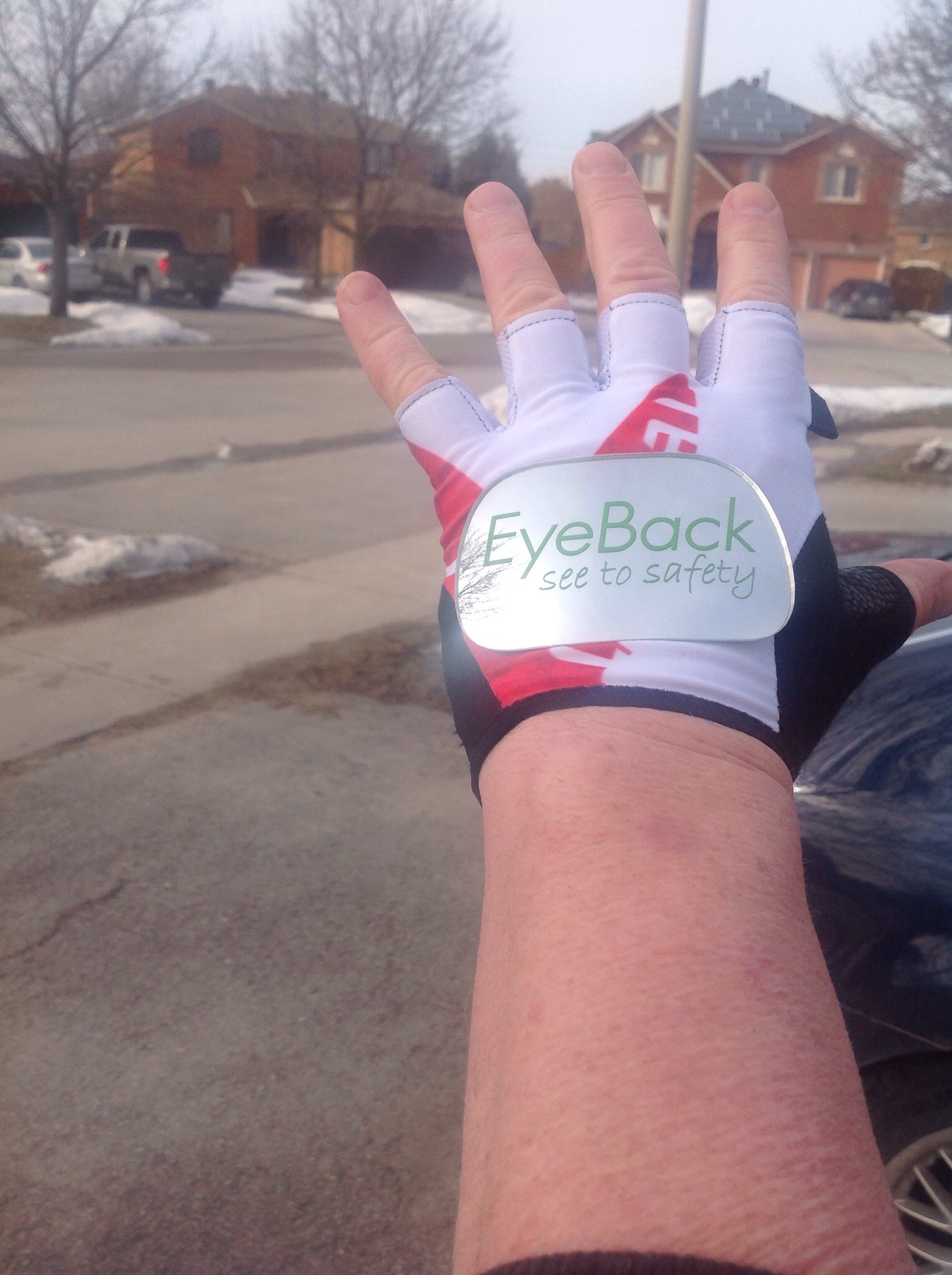
зеркало на перчатке велосипедиста
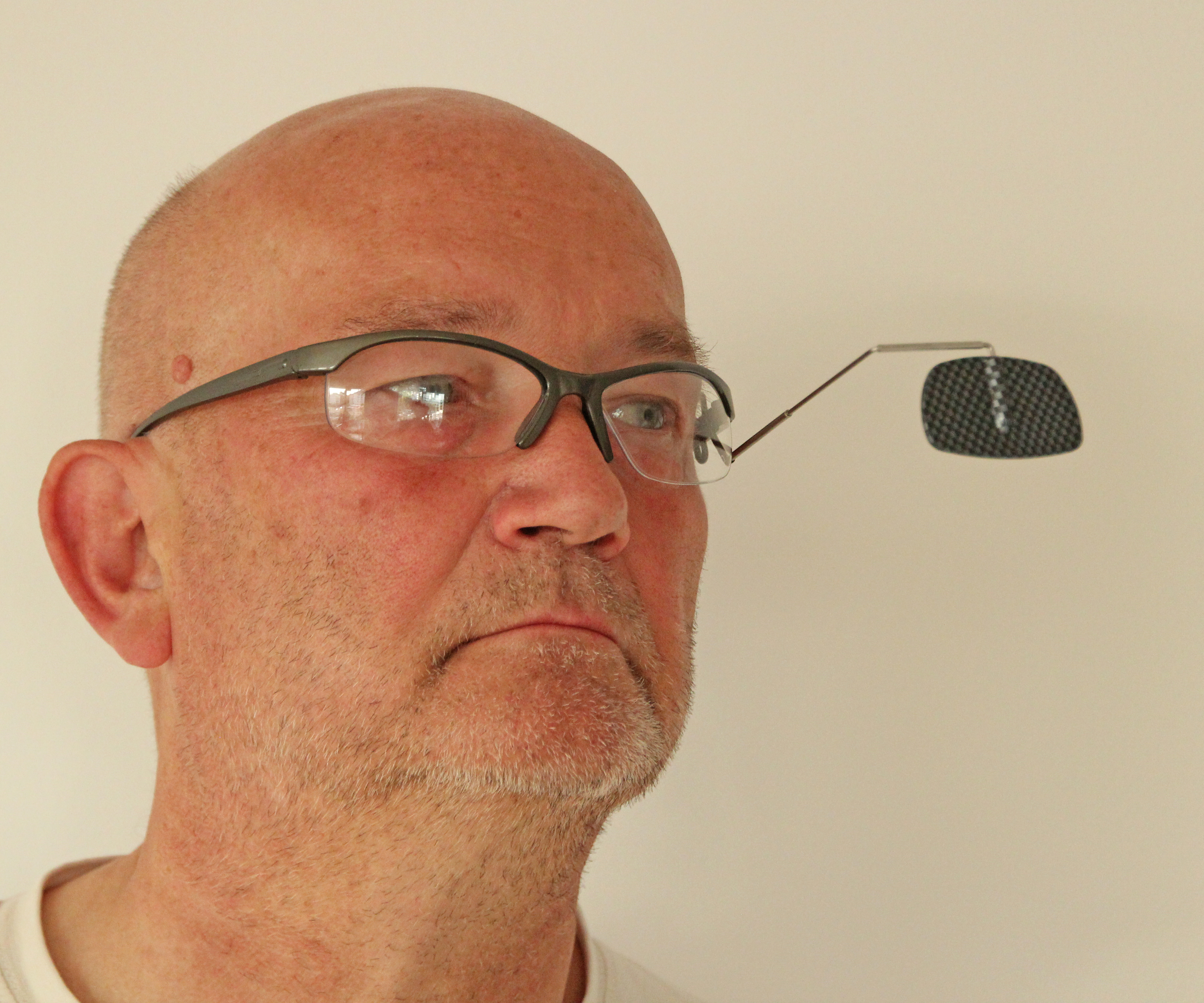
очки с зеркалом заднего вида
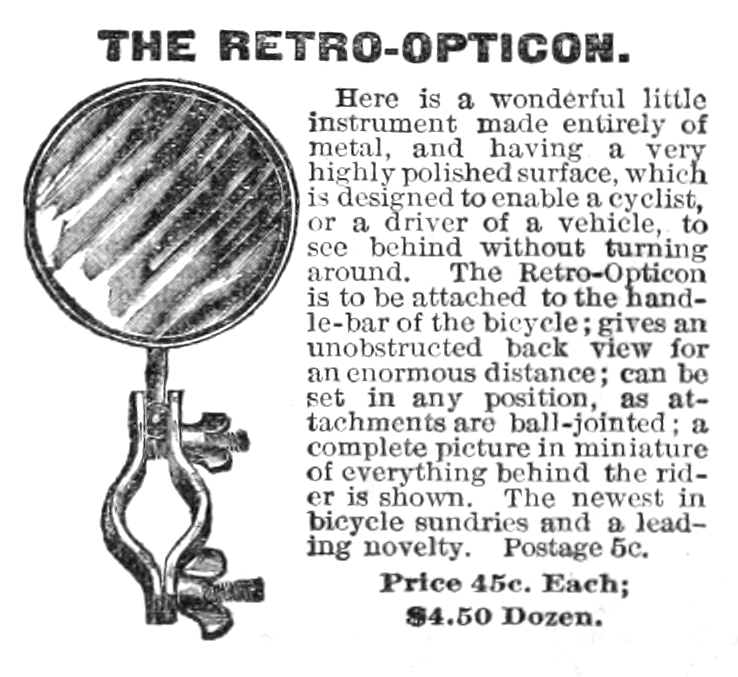
зеркало заднего вида 1898 года, как аксессуар для велосипеда
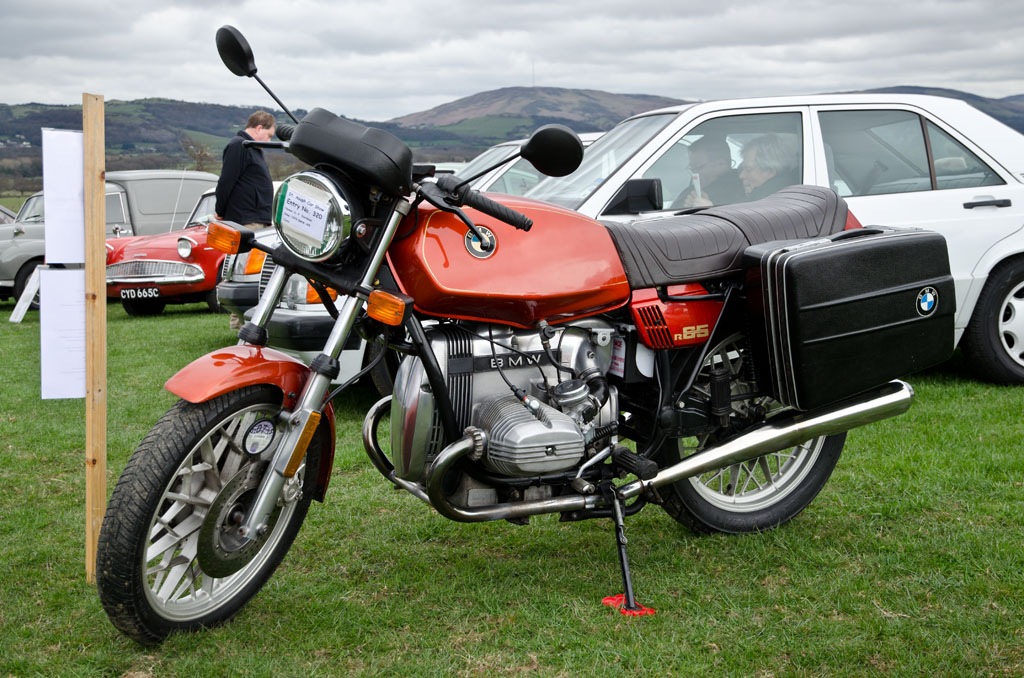
мотоцикл с зеркалами заднего вида
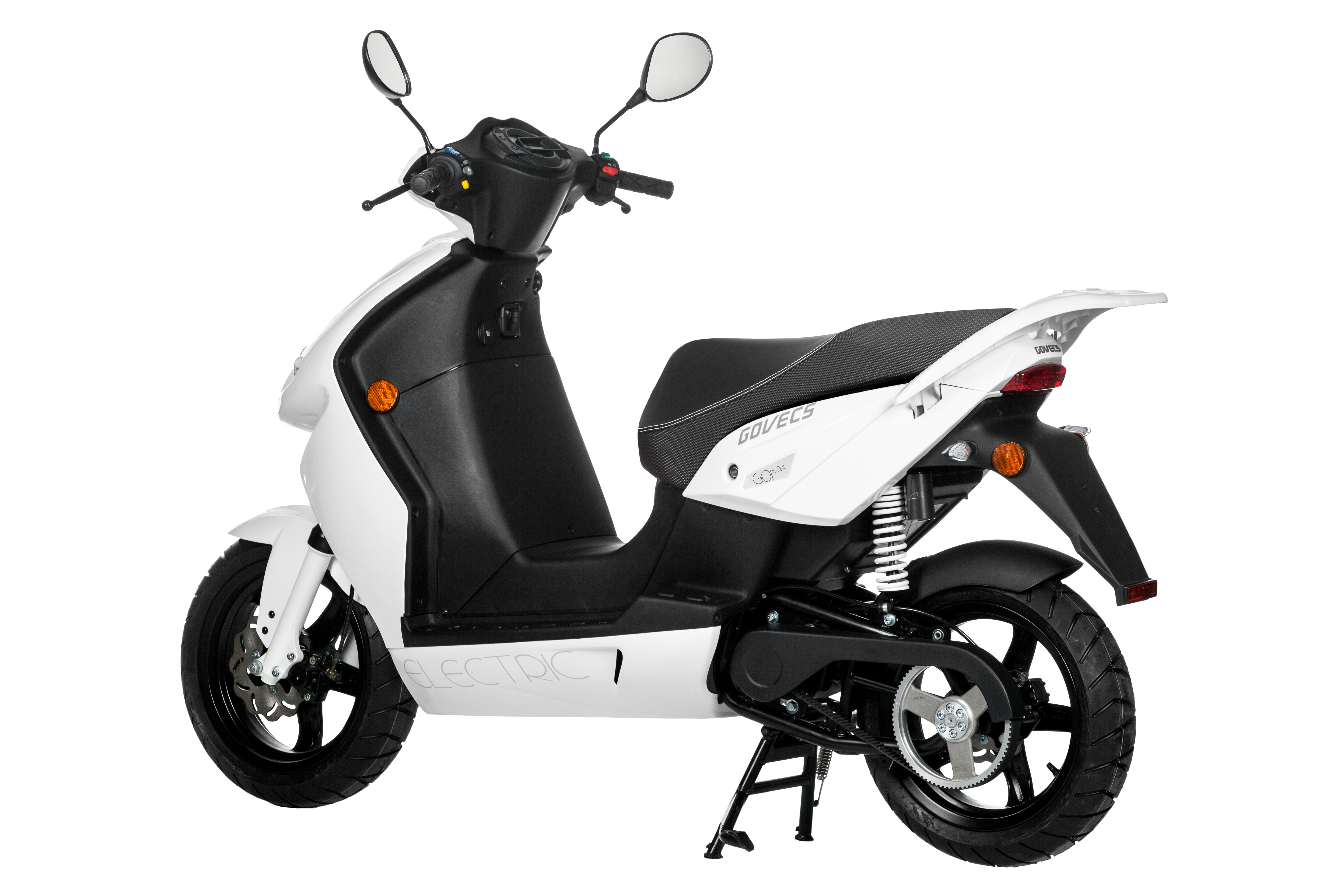
мотороллер с зеркалами заднего вида
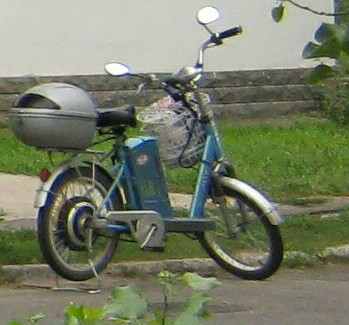
электровелосипед с зеркалами заднего вида
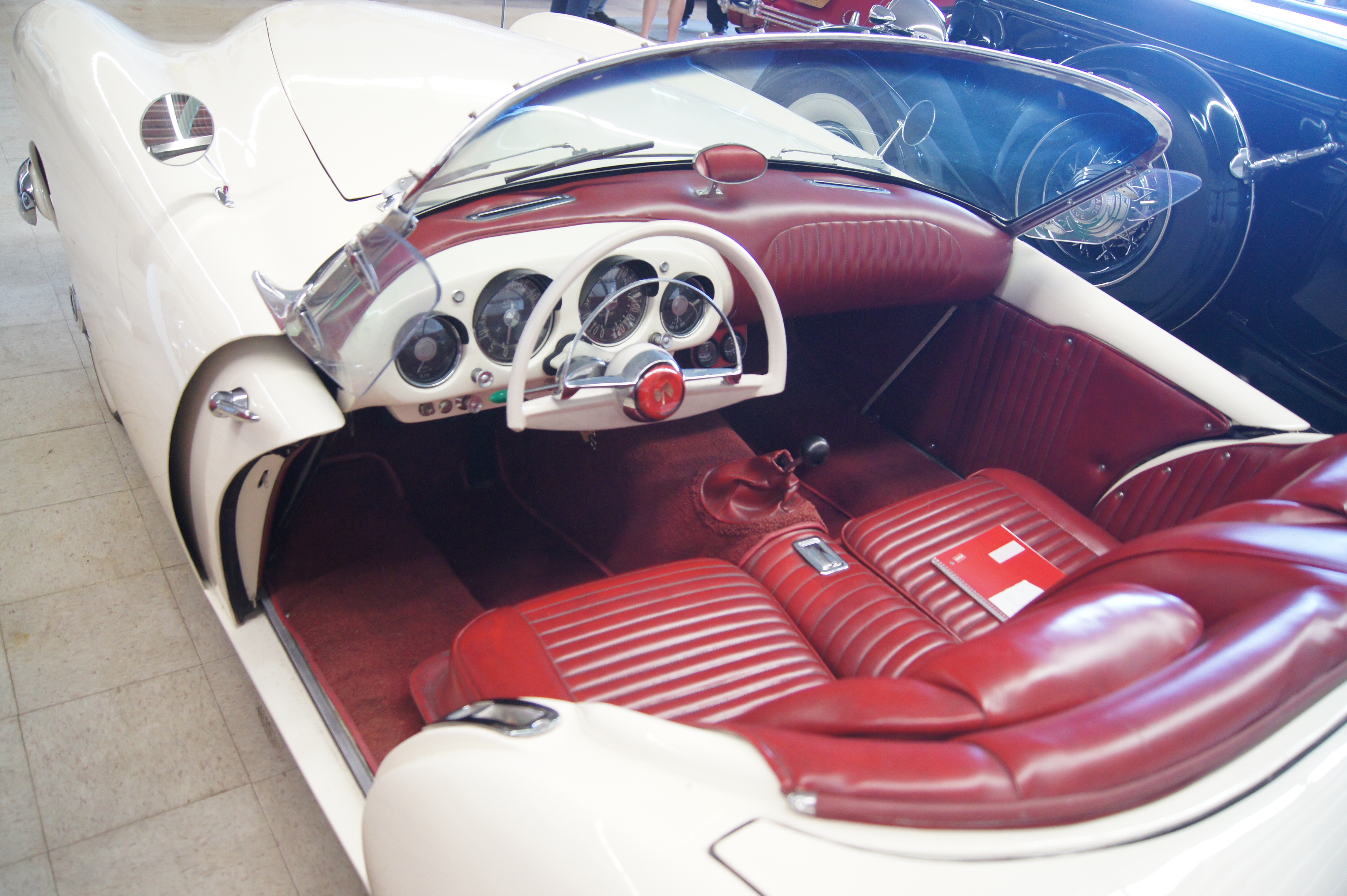
автомобиль 1954 года с двумя боковыми зеркалами и одним на панели приборов
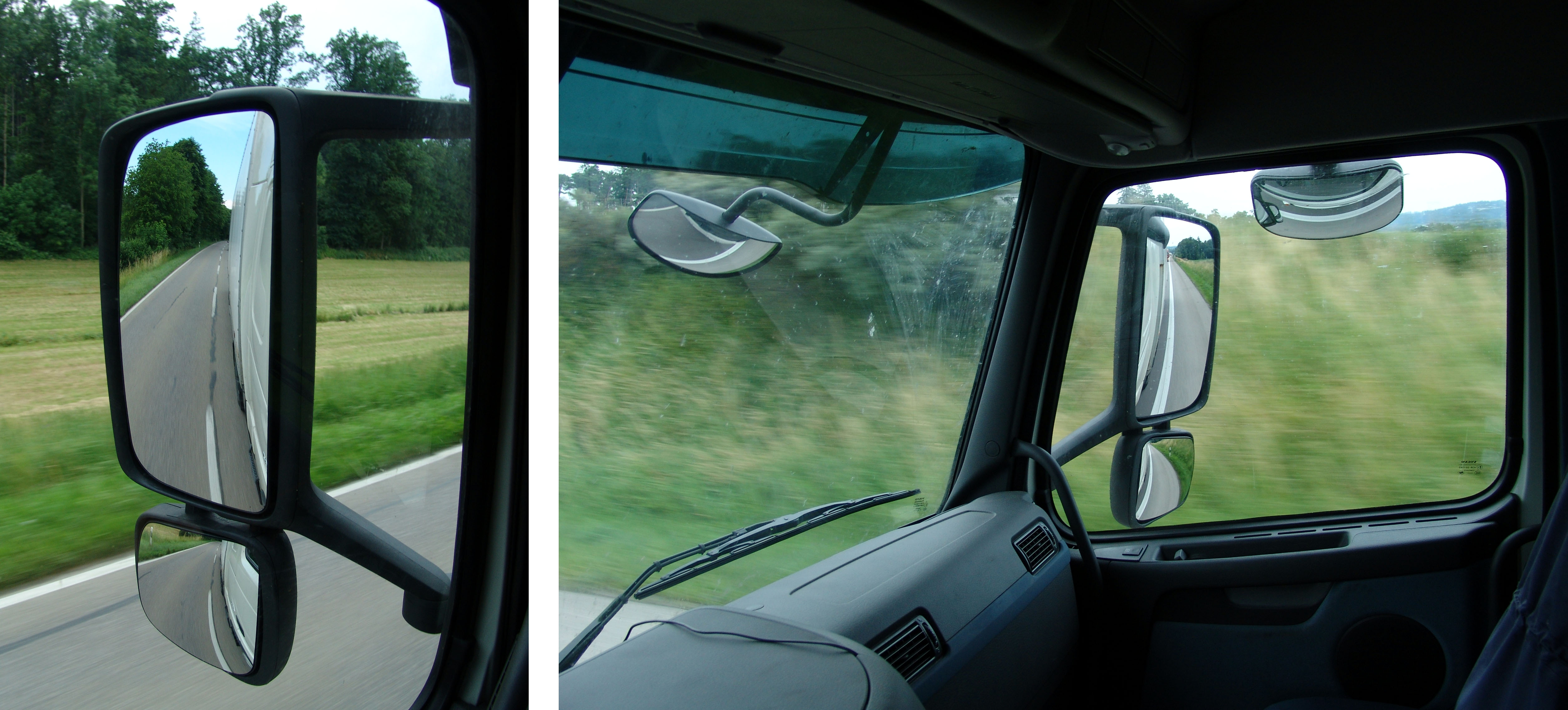
зеркала заднего вида грузовика «Вольво»
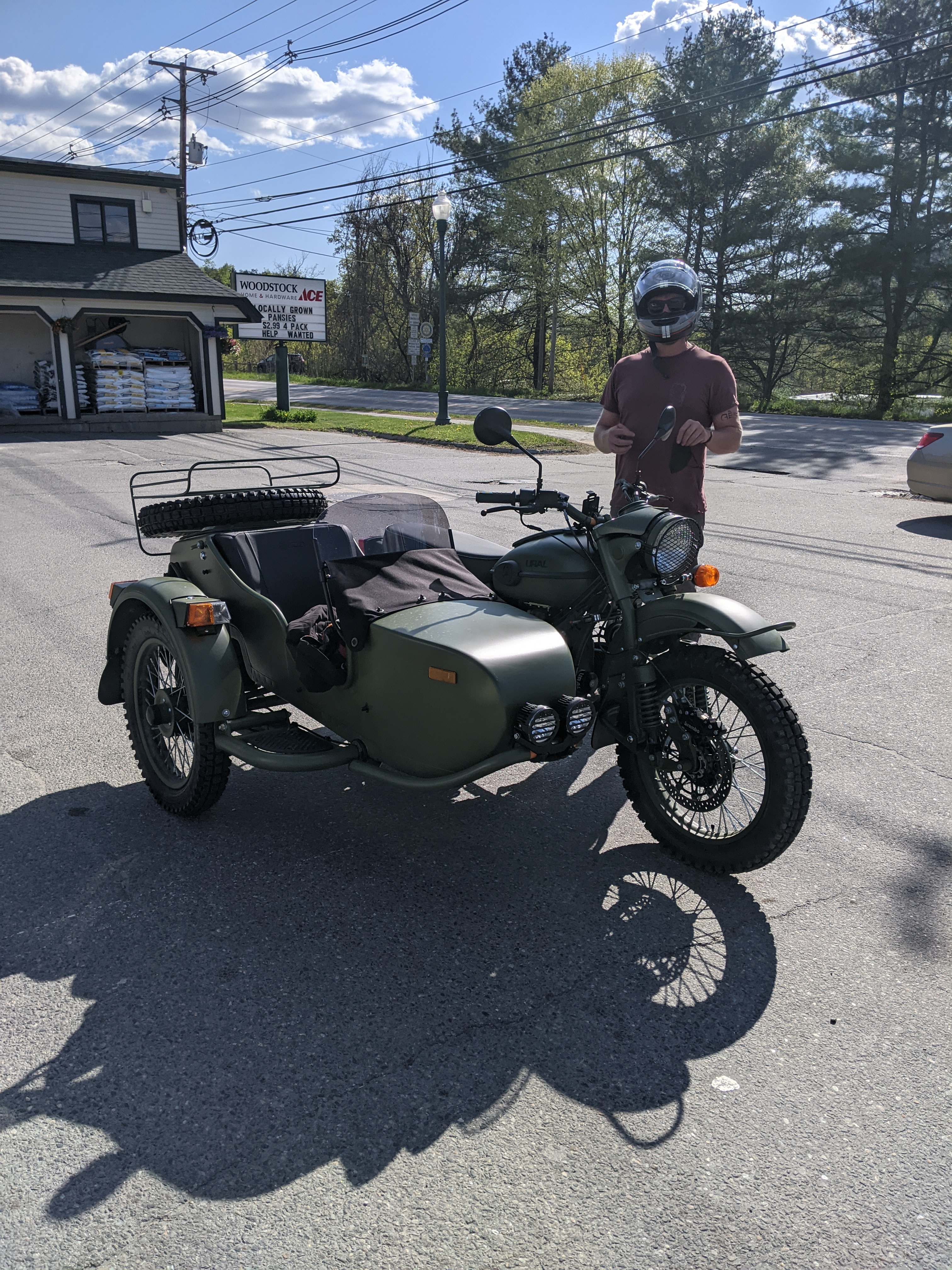
мотоцикл «Урал» с зеркалами заднего вида

## Камеры заднего вида
В США с 1 мая 2018 года все новые автомобили должны быть оборудованы камерами заднего вида для безопасности пешеходов. (детей, пожилых людей, инвалидов и т.д.)
На автомобилях в дополнение к зеркалам всё чаще стали устанавливать видеокамеры, передающие сигнал на экран на приборной панели, что позволяет значительно улучшить обзор, также камеры заднего вида могут быть объединены с видеорегистратором.
Для новых автомобилей с 7 июля 2024 года в Евросоюзе  обязательны: камеры заднего вида.